# Планківська довжина
Довжина Планка, або планківська довжина ({\displaystyle \ell _{P}})  — фізична стала з розмірністю довжини, скомпонована із фундаментальних сталих — гравітаційної G, квантової сталої Планка {\displaystyle \hbar } й швидкості світла c:
{\displaystyle l_{P}={\sqrt {\frac {\hbar G}{c^{3}}}}\thickapprox 1.61624(12)\times 10^{-35}} м.
Це єдина комбінація із розмірністю довжини, яку можна одержати із фундаментальних сталих G,
{\displaystyle \hbar } та с. Її значення — неймовірно мала величина: на 20 порядків менша за розмір атомного ядра. Планківська довжина по порядку величини дорівнює комптонівській довжині хвилі і радіусу Шварцшильда квантової чорної дірки з планківською масою (mP).

## Фізичний зміст
У сучасних фізичних теоріях (на 2015 р.) планківська довжина не має чіткого фізичного змісту, але є предметом інтенсивних теоретичних досліджень. Оскільки планківська довжина значно менша ніж будь-що, досяжне за допомогою сучасних вимірювальних пристроїв, не має ніякої можливості вивчати її безпосередньо. Згідно із узагальненим принципом невизначеності, який постулюють деякі гіпотетичні моделі квантової гравітації, довжина Планка є теоретичною межею для мінімальної довжини, яку можна спостерігати. Тобто, згідно з цими моделями вимірювання довжини меншої за довжина Планка навіть теоретично неможливі і не мають фізичного сенсу, тому що на масштабах цієї довжини структуру простору-часу визначають квантові ефекти. Завдяки ним неможливо відрізнити дві точки у просторі, які рознесені на відстань, меншу за довжину Планка.
Планківська площа, що дорівнює квадрату планківської довжини, відіграє роль в ентропії чорних дір. Значення цієї ентропії в одиницях сталої Больцмана дорівнює, за теоретичними підрахунками, {\displaystyle {A}/{4\ell _{\mathrm {P} }^{2}}}, де A — площа горизонту подій чорної дірки. Планківська площа — це площа, на яку збільшується горизонт подій, коли чорна дірка поглинає в точності один біт інформації, як було продемонстровано Яковом Бекенштейном у 1973 р.
Якщо існують великі додаткові виміри, то звичайна сила гравітації у трьох вимірах може бути значно слабшою за її справжню силу на малих масштабах. У такому разі, планківська довжина не матиме фундаментального фізичного значення, а квантові гравітаційні ефекти проявлятимуться на інших, можливо значно більших масштабах. У такому разі можливе існування багатовимірних мікроскопічних чорних дір, які до того ж можливо спостерігати із сучасними технологіями, наприклад, на Великому адронному колайдері.
У теорії струн планківська довжина за порядком величини збігається із розмірами самих струн, коливання яких дають форму елементарним частинкам, а менші довжини не застосовуються. Розміри струни ls співвідносяться із довжиною Планка за формулою: ℓP = gs1/4ls, де gs — це стала струнної взаємодії. Не зважаючи на назву, «стала» струнної взаємодії не є сталою величиною, а залежить від скалярного поля, яке відоме під назвою «ділатон».
У петльовій теорії квантової гравітації планківська площа є (з точністю до порядка величини) найменшою можливою вимірюваною площею (квант площі).
У подвійно-спеціальній теорії відносності планківська довжина постулюється як незалежна від спостерігача разом зі швидкістю світла.
Відкриття законів фізики, що діють на планківських масштабах, зокрема на масштабах планківської довжини, — жаданий результат Теорії всього.

## Суть планківської довжини
З одного боку, планківська довжина є гравітаційним радіусом планківської маси {\displaystyle r_{g(P)}}:
{\displaystyle l_{\text{P}}={\frac {\hbar }{m_{\text{P}}c}}={\frac {Gm_{\text{P}}}{c^{2}}}=r_{g(P)}}.
Величину {\displaystyle r_{g}=Gm/c^{2}} (гравітаційний радіус маси {\displaystyle m}) запровадив німецький теоретик Герман Вейль у роботі “Гравітація та електрика” (1918); гравітаційний радіус тіла не слід плутати з його шварцшильдівським радіусом {\displaystyle R_{\text{S}}=2Gm/c^{2}}.
З іншого боку,
{\displaystyle l_{\text{P}}={\frac {\hbar }{m_{\text{P}}c}}={\frac {\alpha \hbar c}{\alpha m_{\text{P}}c^{2}}}={\frac {ke^{2}}{m_{\text{A}}c^{2}}},}
де {\displaystyle k={\frac {1}{4\pi \varepsilon _{0}}},} {\displaystyle \alpha ={\frac {1}{137,036}},} а маса {\displaystyle m_{\text{A}}=\alpha m_{\text{P}}=1{,}5882\times 10^{-10}}кг.
Величина {\displaystyle ke^{2}/m_{\text{A}}c^{2}=r_{\text{A}}} — це класичний радіус зарядженої елементарної частинки з масою {\displaystyle m_{\text{A}}}.
Таким чином, планківська довжина має подвійний зміст: {\displaystyle r_{g(P)}=l_{\text{P}}=r_{\text{A}}}.